# Edda Bresciani
Pour les articles homonymes, voir Bresciani.
Edda Bresciani (née le 23 septembre 1930 à Lucques et morte dans la même ville le 29 novembre 2020 ) est une égyptologue italienne.

## Biographie
Edda Bresciani est diplômée en 1955 à l'université de Pise.
Elle a participé à des fouilles en Égypte en particulier dans le Fayoum où elle a découvert et fouillé une nécropole datant du Moyen Empire à Khelua. Elle a également fouillé à Saqqarah la tombe de Bakenranef, vizir durant le règne de Psammétique Ier.

## Publications
- Edda Bresciani, Sergio Pernigotti, ASSUAN. Il tempio Tolemaico di Isi. I blocchi decorati e iscritti, Pisa Giardini 1978
- L'Antico Egitto di Ippolito Rosellini nelle tavole dai monumenti dell'Egitto e della Nubia, Ed. Istituto geografico de Agostini,  (ISBN 8841504102)
- Grande Enciclopedia illustrata dell'Antico Egitto (ed. E. Bresciani), Ed. De Agostini, 1998, 2005,  (ISBN 884155259X)
- Il Volto Di Osiri: Tele Funerarie Dipinte nell'Egitto Romano, Ed. Maria Pacini Fazzi,  (ISBN 8872462320)
- Khelua: Una Necropoli Del Medio Regno Nel Fayum, ETS,  (ISBN 8846702085)
- Nozioni elementari di grammatica demotica, Ed. Cisalpino-Goliardica,  (ISBN 8820501503)
- Sulle Rive Del Nilo: L'Egitto Al Tempo Dei Faraoni, GLF editori Laterza,  (ISBN 8842061662)
- Food and drink. Life resources in ancient Egypt, Pacini Fazzi, 1997
- Letteratura e poesia dell'antico Egitto. Cultura e società attraverso i testi, Einaudi Tascabili, 2007,  (ISBN 9788806190781)
- I testi religiosi dell'antico Egitto, Mondadori, collana I Meridiani, 2001
- La piramide e la Torre. Duecento anni di archeologia egiziana (ed. E. Bresciani), Pisa, 2000
- Nine Pharaohs, Plus Pisa 2002 (Nove Faraoni, Plus Pisa 2001)
- Kom Madi 1977 e 1978. Le pitture murali del cenotafio di Alessandro Magno, Prima ristampa con aggiornamenti. With English text, Pisa, 2003
- Egypt in India. Egyptian Collection in indian Museums (eds. E. Bresciani, M. Betrò), Pisa Plus, 2004,  (ISBN 9788884921895)
- Edda Bresciani, Mario Del Tacca, Arte medica e cosmetica alla corte dei Faraoni/Medicine and cosmetics at Pharaohs' court, Pisa 2005, Pacini,  (ISBN 88-7781-668-6)
- La porta dei sogni. Interpreti e sognatori nell'Egitto antico, Einaudi Saggi, 2005,  (ISBN 9788806177935)
- Medinet Madi. Venti anni di esplorazione archeologica (1984-2005) (eds. Edda Bresciani, Antonio Giammarusti, Rosario Pintaudi, Flora Silvano) Pisa, 2006
- Ramesse II, Firenze, Giunti Editore, 2012,  (ISBN 9788809763227)